# Powierzchnia ekwipotencjalna

1. Ocean
2. Elipsoida
3. Pion lokalny
4. Kontynent
5. Powierzchnia ekwipotencjalna, tu: geoida

Powierzchnia ekwipotencjalna, powierzchnia równego potencjału – powierzchnia w polu potencjalnym, której wszystkie punkty mają jednakowy potencjał tego pola. Powierzchnie potencjalne określa się dla wszystkich pól potencjalnych np. pola elektrostatycznego lub pola grawitacyjnego. Powierzchnie ekwipotencjalne są w każdym punkcie pola prostopadłe do wektora pola (np. do wektora pola elektrycznego lub siły grawitacji), czyli także do linii natężenia pola. W geodezji i oceanografii jest to powierzchnia, która jest wszędzie pozioma, to znaczy w każdym punkcie tej powierzchni jej normalna (prosta prostopadła do stycznej) pokrywa się z kierunkiem pionu.
W przypadku pola centralnego, np. pola elektrycznego ładunku punktowego czy pola grawitacyjnego masy punktowej, powierzchnie stałego potencjału są współśrodkowymi sferami, natomiast w przypadku pola jednorodnego, np. pola elektrycznego między okładkami kondensatora, są to równoległe płaszczyzny.
Geoida jest powierzchnią ekwipotencjalną, na której potencjał siły ciężkości Ziemi jest stały, równy potencjałowi siły ciężkości na średnim poziomie mórz otwartych i przedłużoną umownie pod powierzchnią lądów.